# Lechriodus platyceps
Lechriodus platyceps är en groddjursart som beskrevs av Parker 1940. Lechriodus platyceps ingår i släktet Lechriodus och familjen Limnodynastidae. IUCN kategoriserar arten globalt som livskraftig. Inga underarter finns listade i Catalogue of Life.